# Trypetisoma rhamphis
Trypetisoma rhamphis är en tvåvingeart som beskrevs av Kim 1994. Trypetisoma rhamphis ingår i släktet Trypetisoma och familjen lövflugor. Inga underarter finns listade i Catalogue of Life.